# Chaetosphaeria
Chaetosphaeria Tul. & C. Tul. (włosokulka) – rodzaj grzybów z typu workowców (Ascomycota).

## Charakterystyka
Chaetosphaeria to nadrzewne grzyby saprotroficzne, które powszechnie występują na rozkładającym się drewnie lub na wewnętrznej stronie kory drzew liściastych i iglastych oraz krzewów. Perytecja są powierzchowne, kuliste do prawie kulistych, i są zwykle związane z widocznymi anamorfami. Askospory są zawsze bezbarwne i mają 1–3 poprzeczne przegrody. Na podstawie samej ogólnej morfologii trudno jest odróżnić Chaetosphaeria od wielu innych grzybów z typu Sordariomycetes o czarnych perytecjach. Chaetosphaeria różni się od głównych rodzajów Lasiosphaeriaceae anatomią ściany perytecjum, która jest węższa (ok. 15 pm szerokości), krucha, składa się z nieprzezroczystych, ceglastych komórek, zwężających się parafiz, worków pozbawionych plazmatycznej kuli na wierzchołku i elipsoidalnych do wrzecionowatych askospor z przegrodami, które kiełkują przez porę rostkową. Perytecja są zwykle związane z widocznymi anamorfami, które tworzą długie, makronematowe, brązowe konidiofory, gęsto umieszczone wokół perytecjów. Perytecja są zazwyczaj nagie, ale u gatunków, w których anamorfa jest związana z długimi sterylnymi włoskami na podłożu, podobne włoski powstają z powierzchni perytecjów. Wierzchołek perytecjum jest utworzony z palisady odrębnych strzępek, które kończą się na jednym poziomie, tworząc ścięty wierzchołek. Askospory są elipsoidalne, szarobrązowe i mają niepozorną porę rostkową na jednym lub obu końcach. Anamorfy są zazwyczaj holoblastyczno-tretyczne.

## Systematyka i nazewnictwo
Pozycja w klasyfikacji według Index Fungorum: Chaetosphaeriaceae, Chaetosphaeriales, Sordariomycetidae, Sordariomycetes, Pezizomycotina, Ascomycota, Fungi.
Rodzaj Chaetosphaeria utworzyli w 1863 r. Louis René Tulasne i Charles Tulasne. Ma ponad 20 synonimów. W 2025 r. Komisja ds. Polskiego Nazewnictwa Grzybów Polskiego Towarzystwa Mykologicznego zarekomendowała dla niego polską nazwę włosokulka. Niektóre gatunki:
- Chaetosphaeria abietis (Höhn.) W. Gams & Hol.-Jech. 1976
- Chaetosphaeria capitata Sivan. & H.S. Chang 1995
- Chaetosphaeria tristis (Tode) J. Schröt. 1894[5][6].

Nazwy naukowe na podstawie Index Fungorum. Gatunek występujący w Polsce.